# Бирстадт (гора)
Бирстадт (Бирштадт) (англ. Mount Bierstadt) — гора в округе Клир-Крик, штат Колорадо, США.
Гора Бирстадт входит в состав Передового хребта, который является частью Скалистых гор. Высота Бирстадт над уровнем моря составляет 4287 метров, относительная высота — 213 метров. Своё название гора получила в честь американского художника Альберта Бирштадта (в английском произношении — Бирстадта), который первым покорил её в 1863 году в поисках новых сюжетов для своих пейзажей. Впрочем, на склонах горы обнаружены несколько небольших шахт, созданных в середине XIX века неизвестными старателями.
В связи со своей небольшой относительной высотой Бирстадт считается лёгкой горой для восхождения, а так как она расположена недалеко (ок. 60 км по прямой) от столицы штата, Денвера, она никогда не испытывает недостатка в туристах. Как и большинство вершин Колорадо, лучшими месяцами для восхождения на Бирстадт считаются июль и август. Наиболее короткий и удобный путь для восхождения лежит через западный склон, примечательный значительным количеством туров. После покорения Бирстадт многие туристы отправляются по полукруглому зубчатому гребню Сотут (Пилозуб) на покорение близлежащей вершины Эванс, обходя долину с озером Эбисс, лежащую между этими горами.
В 1934 году Бирстадт была покорена на лыжах: считается, это было сделано впервые таким образом.